# Henryk Łapiński (bibliotekarz)
Henryk Łapiński (ur. 16 lipca 1920 w Koziminach, powiat płoński, zm. 30 listopada 1975 we Wrocławiu), bibliotekarz polski, doktor nauk humanistycznych.
Ukończył filozofię na Wydziale Humanistycznym Uniwersytetu Wrocławskiego (1951) i rok później podjął pracę w Bibliotece Zakładu Narodowego imienia Ossolińskich we Wrocławiu, gdzie w 1953 został kierownikiem Gabinetu Marksizmu-Leninizmu. Na czele tej jednostki, w 1969 przekształconej w Dział Ruchów Społecznych XIX i XX wieku, stał przez dwadzieścia lat — do 1973.
Gabinet pod jego kierownictwem wzbogacił się o około 10 tysięcy dzieł z nauk społecznych i politycznych; gromadzono też prace i materiały z dziejów ruchu robotniczego i ruchu ludowego, m.in. dawne ulotki socjalistyczne. Łapiński wprowadził katalogi — alfabetyczny, rzeczowy, topograficzny oraz czasopism — a także kartoteki zagadnieniowe. Prowadził wykłady i konsultacje z marksizmu, przygotował kilka wystaw poświęconych dziejom polskiego socjalizmu i prasie socjalistycznej. O bieżącej działalności kierowanego przez siebie Gabinetu Marksizmu-Leninizmu informował w prasie codziennej oraz czasopismach fachowych.
Innym zainteresowaniem naukowym Łapińskiego były dzieje Ossolineum. W 1972 na podstawie rozprawy U początków działalności wydawniczej Ossolineum 1817-1834 uzyskał doktorat nauk humanistycznych (praca została opublikowana w 1974). Pisał też o Józefie Maksymilianie Ossolińskim (Dzieje wydawnicze prac J. M. Ossolińskiego, "Rocznik Zakładu Narodowego imienia Ossolińskich", 1973) i Konstantym Słotwińskim (Konstanty Słotwiński jako dyrektor Ossolineum, "Roczniki Biblioteczne", 1967; Konstanty Słotwiński (1793-1846). Zarys biograficzny, "Rocznik Zakładu Narodowego imienia Ossolińskich", 1975). Już po śmierci Łapińskiego ukazała się jego praca Tajne druki Ossolineum (1832-1834) (1977).
Henryk Łapiński należał do Stowarzyszenia Bibliotekarzy Polskich, był również współpracownikiem Komisji Bibliografii i Bibliotekoznawstwa Wrocławskiego Towarzystwa Naukowego. Został odznaczony m.in. Złotym Krzyżem Zasługi, Odznaką 1000-lecia Państwa Polskiego, Złotą Odznaką Zakładu Narodowego imienia Ossolińskich. Zmarł 30 listopada 1975 we Wrocławiu.